# Mistrzostwa Europy w Lekkoatletyce 1969 – bieg na 400 m przez płotki mężczyzn
Bieg na dystansie 400 metrów przez płotki mężczyzn był jedną z konkurencji rozgrywanych podczas IX Mistrzostw Europy w Atenach. Biegi eliminacyjne zostały rozegrane 16 września, a bieg finałowy 18 września 1969 roku. Zwycięzcą tej konkurencji został reprezentant Związku Radzieckiego Wiaczesław Skomorochow. W rywalizacji wzięło udział szesnastu zawodników z dwunastu reprezentacji.

## Rekordy
| Rekord świata     | David Hemery (GBR)     | 48,1 | Meksyk, Meksyk      | 15.10.1968 |
| Rekord Europy     | David Hemery (GBR)     | 48,1 | Meksyk, Meksyk      | 15.10.1968 |
| Rekord mistrzostw | Salvatore Morale (ITA) | 49,2 | Belgrad, Jugosławia | 14.09.1962 |

## Wyniki

### Eliminacje
Bieg 1
| Miejsce | Zawodnik               | Czas | Uwagi |
| ------- | ---------------------- | ---- | ----- |
| 1       | Wiaczesław Skomorochow | 50,9 | Q     |
| 2       | François Huard         | 51,6 | Q     |
| 3       | Andy Todd              | 51,6 | q     |
| 4       | Stawros Dziordzis      | 52,4 |       |
| 5       | Zdzisław Serafin       | 53,5 |       |
| 6       | Alberto Matos          | 53,6 |       |

Bieg 2
| Miejsce | Zawodnik          | Czas | Uwagi |
| ------- | ----------------- | ---- | ----- |
| 1       | Hansjörg Wirz     | 51,3 | Q     |
| 2       | John Sherwood     | 51,4 | Q     |
| 3       | Tadeusz Kulczycki | 51,4 | q     |
| 4       | Karel Brems       | 52,5 |       |
| 5       | Zoran Majstorović | 52,8 |       |

Bieg 3
| Miejsce | Zawodnik           | Czas | Uwagi |
| ------- | ------------------ | ---- | ----- |
| 1       | Giorgio Ballati    | 51,2 | Q     |
| 2       | Wilhelm Weistand   | 51,6 | Q     |
| 3       | Zsoltan Ringhoffer | 51,8 |       |
| 4       | Anatolij Kazakow   | 52,2 |       |
| 5       | Christo Gergow     | 53,4 |       |

### Finał
| Miejsce | Zawodnik               | Czas  |
| ------- | ---------------------- | ----- |
| 1       | Wiaczesław Skomorochow | 49,70 |
| 2       | John Sherwood          | 50,10 |
| 3       | Andy Todd              | 50,38 |
| 4       | Hansjörg Wirz          | 50,8  |
| 5       | François Huard         | 51,1  |
| 6       | Wilhelm Weistand       | 51,2  |
| 7       | Tadeusz Kulczycki      | 51,3  |
| 8       | Giorgio Ballati        | 52,4  |